# Marcello Maietta
Marcello Maietta (Forlì, 11 novembre 1988) è un attore, cantautore e regista italiano.

## Biografia
Ha iniziato a recitare da bambino, partecipando nel 1998 alla fiction Mediaset Ritornare a volare, regia di Ruggero Miti, accanto a Giancarlo Giannini.
Comincia però la sua carriera di attore in teatro, debuttando nel 2004 con lo spettacolo Terapia di gruppo, tratto dal film Ma che colpa abbiamo noi, di Carlo Verdone.
Conseguita la maturità, si trasferisce definitivamente a Roma nel 2010 dove ottiene l'ammissione al Centro sperimentale di cinematografia, dove inizia le sue prime ed importanti collaborazioni con vari registi e attori di fama internazionale, tra cui Daniele Luchetti, Paolo Sorrentino, Giancarlo Giannini, Roberto Faenza, David Warren, Terry Gilliam, Paolo Genovese e Luca Guadagnino. Nel 2012 si diploma.
Nel 2010 esordisce al cinema con il film drammatico Il figlio più piccolo di Pupi Avati, nei panni di un giovane figlio ribelle. Ad interpretare suo padre nella pellicola è l'attore Cristian De Sica, mentre sua madre è interpretata da Laura Morante. Nel 2012 è la volta del film Pasolini, la verità nascosta, regia di Federico Bruno, dove interpreta l'attore romano Ninetto Davoli.
Nel 2013 partecipa alla 70ª Mostra internazionale d'arte cinematografica di Venezia, con il film Il terzo tempo, opera prima del regista Enrico Maria Artale.
In questi anni lavora anche per la televisione, nelle serie TV Rex (2013) e Le mani dentro la città (2014).
È però il 2016 l'anno in cui si affaccia al grande pubblico, grazie al successo di ascolti su Rai Uno, de Il paradiso delle signore, regia di Monica Vullo, dove interpreta Giovanni, uno dei protagonisti della storia, ambientata nella Milano degli anni cinquanta.
Nell'aprile del 2018 ha terminato le riprese del film internazionale  Unpromised Land, diretto da Jacek Borcuch e Szczepan Twardoc, assieme all'attrice Kasia Smutniak e all'attore britannico Vincent Riotta.
Nell’agosto 2020 ha terminato le riprese del film “Rimpiangeremo noi”, opera prima della regista Sofia Alberghini 
Ad inizio 2021 inizia le riprese del suo primo lungometraggio per il cinema da regista e attore, "Renkli Ruyalar Hotel - Hotel dai sogni colorati"  
Alla fine del 2021 prende parte nel film tv “Il nostro generale”, regia di Lucio Pellegrini, nei panni di Renato Curcio, fondatore delle Brigate Rosse. Il film tv ha come protagonista l’attore italiano Sergio Castellitto  
Nel 2023 gira il suo secondo film scritto e diretto da lui “Noi, loro, gli altri”   
Nel 2024 e’ impegnato nelle riprese del film in due puntate Rai, dal titolo “Svaní”, storia del grande poeta e scrittore Giovanni Pascoli.        
Da dicembre 2024 e’ impegnato nelle riprese della nuova serie Netflix Il capo perfetto.      

### Attività musicale
Oltre ad essere un attore, è anche cantante e musicista polistrumentista, infatti sin dai primi anni di infanzia studia chitarra, batteria e basso. È conosciuto per il progetto Brando, sia come solista che come componente dell'omonima banda rock.
Dal 2022 il progetto Brando, cambia il nome in Siriana. 
Come sempre, oltre ad essere autore sia dei testi che della musica, Marcello Maietta è anche il regista di tutti i videoclip della band 
Il 29 agosto 2020 Brando vince lo “Young IMAGinACTION Award 2020”, nell’ambito di IMAGinACTION Festival Internazionale del Videoclip, con il video “Come ti vorrei”
Il 12 settembre 2020 Brando si aggiudica due “Premium Partner” alla Finalissima Nazionale di Sanremo Rock & Trend Festival 2020 al Teatro Ariston 
Il 28 settembre 2023 esce il primo album dei Siriana dal titolo “Neorama”.  

## Teatro
- Terapia di gruppo, di Ilaria Milandri, regia di Daniela Piccari (2004)
- Crepa, testo e regia di Lucia Vasini e Daniela Piccari (2006)
- Il caso Malmesi, di Maria Letizia Zuffa e Sabina Spazzoli, regia di Maria Letizia Zuffa (2007)
- Sacra famiglia in un interno, regia di Marta Corradi (2010)
- Mathilda Savitch, testo e regia di Victor Lodato (2010)
- Il giardino dei ciliegi, di Anton Čechov, regia di Eljana Popova (2012)
- Sogno di una notte di mezza estate, di William Shakespeare, regia di Eljana Popova (2012)
- Our town, di Thornton Wilder, regia di David Warren (2012)
- Pierpaolo, poeta delle ceneri, di Irma Palazzo, regia di Cosimo Cinieri e Irma Palazzo (2012)
- Trasposizione teatrale della prosa, testo e regia di Valerio Magrelli (2013)
- Addio al calcio, di Valerio Magrelli, regia di Marco Belocchi (2013)
- Fight Club, regia di Vito Mancusi (2015)
- Variazioni sul modello di Kraepelin, di Davide Carnevali, regia di Vito Mancusi (2016-2017)
- Factotum, sceneggiatura e regia di Marcello Maietta (2018)
- La casa di carta, regia di Marcello Maietta (2021)
- Primo Levi, George Orwell ed il 2020, regia di Marcello Maietta (2021)
- Il nuovo mondo, regia di Marcello Maietta (2022)
- Utopia, regia di Marcello Maietta (2022)
- Le ho mai parlato del vento del nord, regia di Marcello Maietta (2022)
- La settima onda, regia di Marcello Maietta (2022)
- Ragazze interrotte, regia di Marcello Maietta (2022)
- Casanova, regia di Marcello Maietta (2022)
- Animali notturni, regia di Marcello Maietta (2022)
- L’anima sul precipizio, regia di Marcello Maietta (2023)
- Analisi di una terapia per pazienti inattesi, regia di Marcello Maietta (2024)

## Filmografia

### Cinema
- Il figlio più piccolo, regia di Pupi Avati (2010)
- Pasolini, la verità nascosta, regia di Federico Bruno (2012)
- Prove all'ultimo momento, regia di Marco Vitelli (2012)
- Il terzo tempo, regia di Enrico Maria Artale (2013)
- I diecimila comandamenti, regia di Francesco Segrè (2014)
- Composizione, regia di Leo Canali (2016)
- Unpromised Land, regia di Jacek Borcuch e Szczepan Twardoch (2018)
- Rimpiangeremo noi, regia di Sofia Alberghini (2020)
- Renkli Ruyalar Hotel "Hotel dai sogni colorati", regia di Marcello Maietta (2021)
- Noi,loro,gli altri, regia di Marcello Maietta (2024)

### Televisione
- Ritornare a volare, regia di Ruggero Miti (1998)
- Rex, regia di Marco Serafini (2013)
- Le mani dentro la città, regia di Alessandro Angelini (2014)
- Il paradiso delle signore, regia di Monica Vullo (2016-2017)
- Il nostro generale, regia di Lucio Pellegrini (2022)
- Svaní, regia di Giuseppe Piccioni (2025)
- Il capo perfetto, regia di Roan Johnson e Niccolò Falsetti (2025)